# 托比·哈斯
托比·哈斯（英語：Toby Huss，1966年12月9日—）是美國的一位演員和劇作家。

## 生平
他出生在愛奧瓦州的馬紹爾城，畢業於爱荷华大学。他出演過的主要電視劇包括魔幻嘉年華。

## 外部連結
- 托比·哈斯在互联网电影资料库（IMDb）上的資料（英文）
- Cinemad Podcast #16: Toby Huss （页面存档备份，存于）